# コークス

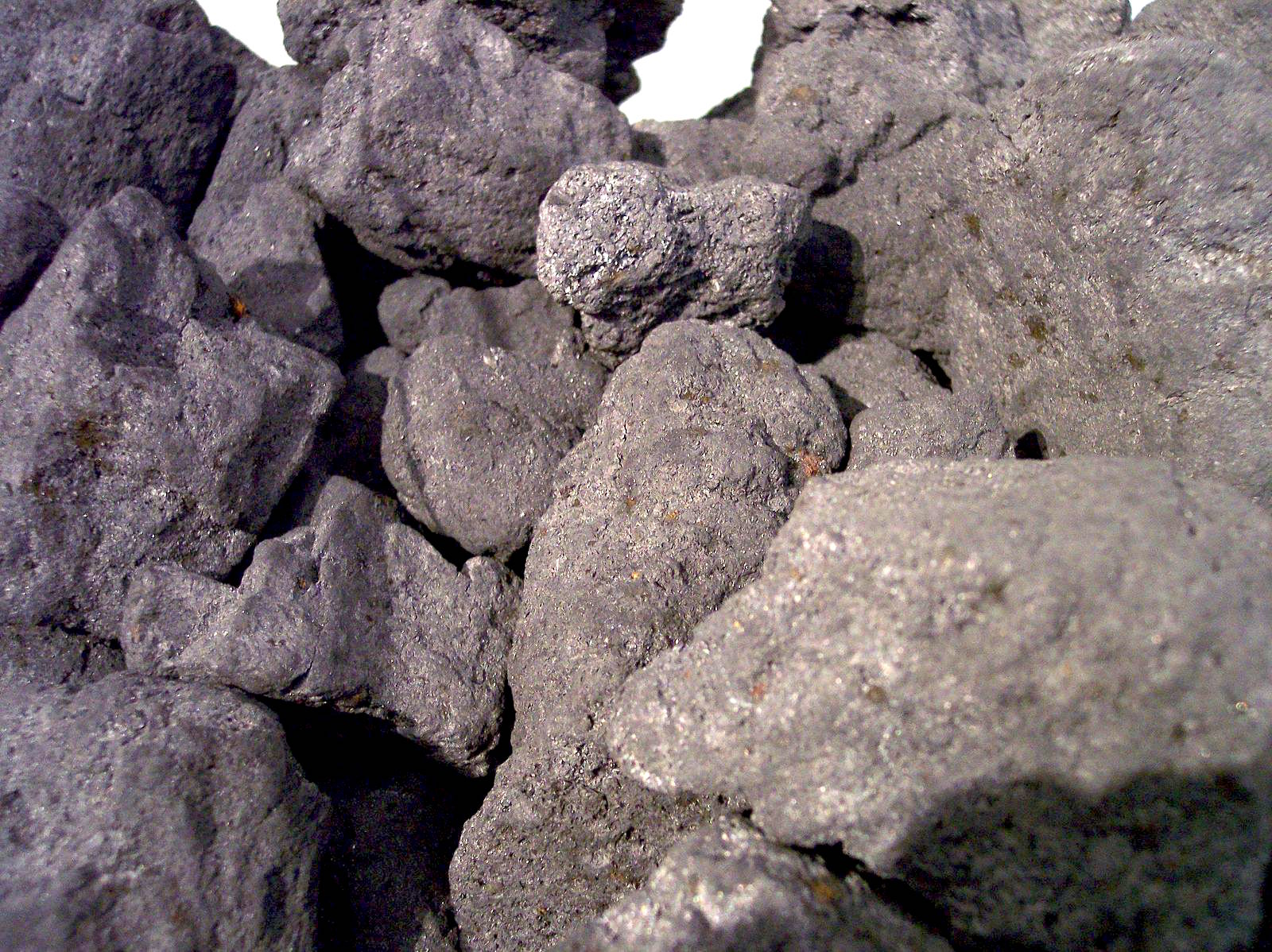
コークス

コークス（独: Koks、英: coke）とは、石炭を乾留（蒸し焼き）して炭素部分だけを残した燃料のことである。骸炭（がいたん）ともいう。

## 概要
石炭を高温で蒸し焼きにする乾留工程により、硫黄、コールタール、ピッチ、硫酸、アンモニアなどの成分が抜ける。この工程を経る事で燃焼時の発熱量が元の原料の石炭より高くなり、高温を得ることができることから、蒸気機関車や鉄鋼業などを中心に、近現代においても交通機関や重厚長大産業に重要な燃料となっている。外見は石炭に似るが、多孔質であるため金属光沢は石炭に比して弱い。多孔質は、乾留（1,300℃以上）の際に石炭中の揮発分が抜けてできるものであり、結果的に炭素の純度が高まり高温度の燃焼を可能とする。
一般的な収量は、瀝青炭程度の品位の石炭100に対し20程度（重量比）で、残部は副産物、灰（燃焼灰・灰分）となる。
乾留時にコークス炉ガス、軽油、タール（コールタール）が副産品として得られる。これらはそれぞれに燃料や化学合成用原料として用途があり、コークス炉は古くから石炭化学工業の原料転換工程としても重要である。有効成分を含んだガスいわゆるコークス炉ガス（COG: Coke Oven Gas）はコークス焼成に再利用されるなどしている。
コークスには石油精製から作られるものもあり、石油コークスと呼ばれる。常圧蒸留残油や減圧蒸留残油などの重質油を、コーキングという熱分解処理を行った時の残渣である。石油コークスには、一般に石油コークスと称されるディレード・コークス（delayed coke）と、コーキング装置から採取されたそのままの生コークス（raw coke）、さらに生コークスをもう一度焼いて揮発分を除去した煆焼（かしょう）コークス（calcined coke）とがある。またコーキングの方法によってはフルード・コークス（fluid coke）と称する粉状で燃料に使用されるものも製造されている。
なお、石油コークスは用途上、硫黄分・金属分などは好ましくない。そのため原料油は低硫黄分のもので、バナジウム、ニッケルなどの重金属分の少ないことが望まれる。また、高硫黄残油ではコーキングの前処理として直接水素化脱硫装置にかけられ、脱硫および脱メタルが行われることもある。

## 主な用途
製鉄においての燃料が主な用途である。掘り出したばかりの石炭を投入すると含有する硫黄分が鉄の品質低下を招き、コールタールやピッチは高炉の高温燃焼を妨げるため、高炉の燃料には必ずコークスが用いられる。石炭からコークスを乾留生成するコークス炉を併設している製鉄所が多い。
低品位石炭に鉄鉱石を配合した「フェロコークス」を、JFEスチール西日本製鉄所（広島県福山市）が2020年に量産開始を予定している。高炉内での還元反応を促進して、エネルギー消費や温暖化ガスである二酸化炭素の排出量を抑制する効果を見込んでいる。
その他、冶金材料、鋳物・合金鉄用燃料、カーバイド工業の炭素材、アルミニウム精錬用等の電極、研削材原料に使用される。活性炭（活性コークス）としてコークス炉ガスの精製に利用されることもある。
燃料用としては、寒地での暖房、高圧ボイラー、また特に強い火力が好まれる中華料理やまる鍋（すっぽん鍋）の店舗で使われることでも知られる。中華料理店では屋内の厨房ではガスに取って代わられてしまったが、屋台・店頭などでは今でもコークス燃料のコンロが見受けられる。
家庭での燃焼環境では、大量の一酸化炭素が発生するために、一酸化炭素中毒を避けるため、換気が絶対必要である。1970年代頃までは、関東以北の小中学校の教室の多くでは、主にコークスを燃料としたダルマストーブが暖房器具として利用されていた。
また、日本の自治体のごみ焼却炉の補助燃料として、1980年 - 1990年頃にはコークスを使用（50-100kg/tごみ）していたことがあった。これはコークスの価格がネックとなり、1990年代半ば過ぎにはほとんどが都市ガスを燃料とするものに取って代わられた。2000年代以降、セルロースや可燃ごみの還元雰囲気燃焼で「バイオコークス」を生成し、燃料として外販するような試みもある。

## 副産物
コークス炉ガスはCOGとも呼ばれる。原料炭100に対し、約40（重量比）が発生する。主成分は一酸化炭素で、可燃性であるが有害である。
かつては都市ガスの成分となっていたが、その毒性から、2010年以降、日本国内の都市ガスとしては利用されていない。
代わって火力発電の燃料として利用され、製鉄所内の自家用発電用や、売電用として利用されている。なお、製鉄・製鋼所では高炉ガスも同様の用途に利用され、混合ガスとして利用される例もある。
タール（コールタール）と軽油は、原料炭100に対し、約40（重量比）が発生する。
石油に比べると芳香族化合物（石炭酸に象徴される）を多く含むため、トルエン、ベンゼンなどの原料として使われてきた。製品呼称に「タール系」と付くものは、これらコールタールに由来する（した）ものである。タールを再度嫌気雰囲気で加熱して炭化したものをピッチコークスと呼ぶ。石炭コークスより炭素純度が高く結晶構造の制御が可能なことから、電炉の電極用炭素棒などに利用されている。
その他、ガス精製時の副産物（硫化水素、硫酸アンモニウム）としての硫酸など、化学原料の供給源として重宝されている。

## 健康被害
コークスを精製する際に発生するタールなどの有毒ガスに長期間暴露される事によって、肺がんや皮膚がんの発症率が著しく高まる。コークス工場で働くと、のちに肺がんになる人が多いため労災職業病の一種とされている。福岡県北九州市のコークス工場では、元作業員の男性が肺がんを発症して死亡したため、工場に対し8500万円の損害賠償を求める訴訟も起きた。

## メーカー
- 日本コークス工業：旧三井鉱山
- JFEスチール：岡山県倉敷市などで完全自給に向け設備改修中（2016年1月時点）
- テツゲン:日本製鉄の関連企業